# Neoserica ascripticia
Neoserica ascripticia är en skalbaggsart som beskrevs av Brenske 1899. Neoserica ascripticia ingår i släktet Neoserica och familjen Melolonthidae. Inga underarter finns listade i Catalogue of Life.